# Melanie Vissers
Melanie Vissers (27 februari 1998) is een Belgische atlete, die gespecialiseerd is in het polsstokhoogspringen. Ze werd eenmaal Belgisch kampioene.

## Loopbaan
Vissers nam in 2017 deel aan de Europese kampioenschappen U20 in Grosseto. Ze werd uitgeschakeld in de kwalificaties van het polsstokspringen. Twee jaar later geraakte ze op de EK U23 in Gävle opnieuw niet voorbij de kwalificaties.
In 2022 werd Vissers outdoor voor het eerst Belgisch kampioene.
Club
Vissers is aangesloten bij Athletic Team Crisnée.

## Belgische kampioenschappen
Outdoor
| Onderdeel        | Jaar |
| ---------------- | ---- |
| polsstokspringen | 2022 |

## Persoonlijke records
Outdoor
| Onderdeel        | Prestatie | Datum      | Plaats |
| ---------------- | --------- | ---------- | ------ |
| polsstokspringen | 4,20 m    | 5 mei 2019 | Nancy  |

Indoor
| Onderdeel        | Prestatie | Datum           | Plaats |
| ---------------- | --------- | --------------- | ------ |
| polsstokspringen | 4,26 m    | 3 februari 2019 | Liévin |

## Palmares
polsstokhoogspringen
- 2017: 12e kwal. EK U20 in Grosseto – 3,80 m
- 2018:  BK indoor AC – 3,85 m
- 2018:  BK AC – 4,10 m
- 2019:  BK indoor AC – 4,05
- 2019: 10e kwal. EK U23 in Gävle – 4,10 m
- 2019:  BK AC – 3,91 m
- 2020:  BK indoor AC – 3,85 m
- 2020:  BK AC – 4,10 m
- 2022:  BK indoor AC – 3,80 m
- 2022:  BK AC – 4,00 m
- 2023:  BK indoor AC - 4,00 m